# オリエント/ホラーショー
『オリエント / ホラーショー』は、日本のロックバンド・go!go!vanillasが2014年2月19日にSEEZ RECORDSから発売した、2000枚限定販売のシングルである。

## 概要
2000枚限定シングル。通常盤のみのリリース。
2013年12月5日に新代田FEVERで行われたTHE ORAL CIGARETTES主催イベント「唇フェス -年マツーマン東名阪決戦ツアーの巻-」で今作のリリースが発表された。
2014年1月11日に今作のジャケット写真が公開された。
2月12日には表題曲「オリエント」のミュージック・ビデオが公開された。
2024年2月19日には、今作の発売10周年を記念して新宿red clothにて82名限定のフロアライブ『【オリエント / ホラーショー発売10周年記念】360°解放!! 82名限定GIG!! 〜ROAD TO MAKUHARI〜』が開催された。

## 収録内容
| 全作詞・作曲: 牧達弥、全編曲: go!go!vanillas。 |                  |        |            |       |
| #                                              | タイトル         | 作詞   | 作曲・編曲 | 時間  |
| 1.                                             | 「オリエント」   | 牧達弥 | 牧達弥     | 04:26 |
| 2.                                             | 「ホラーショー」 | 牧達弥 | 牧達弥     | 03:18 |
| 合計時間:                                      | 合計時間:        | 7:44   |            |       |

## 楽曲解説
1. オリエント
  - 今作の表題曲。
  - アルバム「Magic Number」「DREAMS - goodies」に再録したバージョンが収録されている。
  - 2020年に開催されたバンド史上初となる日本武道館公演では、オープニングナンバーとして披露された[8]。

1. ホラーショー
  - 今作の表題曲。
  - アルバム「Magic Number」に収録されている。

## 参加ミュージシャン
go!go!vanillas
- 牧達弥（ボーカル・ギター）
- 宮川怜也（ギター）
- 長谷川プリティ敬祐（ベース）
- ジェットセイヤ（ドラムス）

## ライブ映像作品
オリエント
- Magic Number（初回限定盤）
- 平成ペイン（完全限定生産盤）
- SUMMER BREEZE / スタンドバイミー（完全限定生産盤）
- 1st LIVE FILM -AMAZING BUDOKAN 2020-